# ビューティラボ
ビューティラボ（Beautylabo）は、ヘアカラーリング剤メーカーのホーユーが製造・販売する、20代の女性層をターゲットにした黒髪用ヘアカラーのブランド名である。

## 名前の由来
女性の美しさを意味する「Beauty」と、研究所を意味する「Laboratory」の短縮形である「Labo」を併せた造語である。

## 概要
ビューティラボは1995年に発売。黒髪用ヘアカラーとカラーリングによる髪のダメージを補修するアウトバス（洗い流さない）タイプのヘアトリートメントの2つのシリーズを展開している。
主として、自分らしい髪の色とおしゃれを楽しみたい20代の女性層をターゲットにしている。
2009年9月に全面リニューアルされて、商品ロゴが変更になった。

## 歴史
- 1995年 - 「ヘアマニキュア」（生産終了）を発売。
- 1997年 - 混ぜる手間のいらないワンプッシュタイプの泡タイプのヘアカラー「カラーリングフォーム」を発売（生産終了）。
- 1999年 - 乳液タイプの「ビューティーラボ ツルツル&うるおい成分配合のヘアカラー」「ビューティーラボ ツルツル&うるおい成分配合のブリーチ」「ビューティーラボ ツルツル&うるおい成分配合のターンカラー」を発売（いずれも生産終了）。
- 2004年 - カラーヘア用の洗い流さないヘアトリートメント「カラーケア美容液」「カラーケア化粧水（生産終了）」を発売。
- 2005年9月 - 「カラーケア美容液」「カラーケア化粧水（生産終了）」をリニューアル。
- 2006年 - ヘアカラーを全面リニューアル。ヘアカラーにダークトーンカラー（生産終了）をラインナップに追加。
- 2008年2月 - 「カラーケアモイストエッセンス」を発売（生産終了）。
- 2009年2月 - 「カラーケア美容液 ツヤツヤとてもしっとり」を発売。
- 2009年9月 - ヘアカラーを全面リニューアル。カラーリングの前後に使用する専用トリートメント「カラーケア カラーサポート（カラーリング前に使用する洗い流さないタイプの「プレカラーローション」とカラーリング後に使用する洗い流すタイプの「アフタートリートメント」がセットになっていた）」、カラーリングした髪にツヤとうるおいを与え、きれいな色を際立たせるトリートメントツヤ出しスプレー「カラーケア カラーシャイニー グロス」（ナチュラルタイプ・ニュアンスメイクタイプ）、「カラーケア美容液 ツヤツヤとてもしっとり」つめかえ用を発売（「カラーケア カラーサポート」と「カラーケア カラーシャイニー グロス」（ナチュラルタイプ・ニュアンスメイクタイプ）はいずれも生産終了）。
- 2010年2月 - 「ふりふりホイップヘアカラー」を発売。
- 2010年7月 - 「ふりふりホイップ髪色もどしヘアカラー」を発売。
- 2010年9月 - 「カラーケア美容液」をリニューアル（商品名を「ビューティラボ美容液」に改名）、あわせて「美容液ミスト とてもしっとり」（生産終了）を発売。
- 2011年2月 - 「ふりふりホイップシャイニーヘアカラー」（生産終了）を発売。「美容液ミスト」つめかえ用を発売。
- 2011年9月 - 「泡の寝ぐせ直し」を発売。
- 2012年2月 - 「ビューティーラボ美容液 ツヤツヤもっと とてもしっとり」を発売。
- 2012年9月 - 「2層の美容液ミスト」を発売。
- 2013年2月 - 「ふりふりホイップヘアカラー」「ふりふりホイップ髪色もどしヘアカラー」を全面刷新。「ふりふりホイップヘアカラー」は「ホイップヘアカラー」に、「ふりふりホイップ髪色もどしヘアカラー」は「ホイップヘアカラー 髪色もどし」に商品名をそれぞれ改称。さらに「ふりふりホイップヘアカラー シャイニーヘアカラー」は「ホイップヘアカラー」に統一するとともに、「ホイップヘアカラー 髪色もどし」は従来からあるナチュラルブラックに1週間タイプをラインナップに追加。
- 2013年9月 - 「ビューティーラボ美容液（オイルタイプ） ディープオイル」、「ビューティーラボ美容液（オイルタイプ） スムースオイル」を発売。乳液タイプの既存品は、商品名を「ビューティーラボ美容液（乳液タイプ）」に改称するとともに、処方とパッケージデザインをリニューアル。
- 2017年9月 - 乳液タイプの「ビューティーラボヘアカラー」を改良、指通りのなめらかさと色持ちにこだわった「ビューティーラボミルキィヘアカラー」にリニューアル。
- 2019年6月 - 乳液タイプの「ビューティーラボバニティカラー」を発売。
- 2021年3月 - 「ホイップヘアカラー」「ホイップヘアカラー 髪色もどし」のパッケージデザインをリニューアル。

## 現在発売中の商品
- - ビューティラボ ホイップヘアカラー
  - ビューティラボ ホイップヘアカラー 髪色もどし
  - ビューティラボ 美容液 もっととてもしっとり
  - ビューティラボ 美容液 とてもしっとり
  - ビューティラボ 美容液 しっとり
  - ビューティラボ 美容液 ディープオイル
  - ビューティラボ 美容液 スムースオイル

## かつて発売されていた商品
- ビューティラボ バニティカラー
- ビューティラボ ミルキィヘアカラー
- ビューティラボ ふりふりホイップ シャイニーヘアカラー
- ビューティラボ ダークトーンヘアカラー
- ビューティラボ 泡の寝ぐせ直し
- ビューティラボ 2層の美容液ミスト

## CM出演者

### 現在
- 堀田真由 - 2021年3月〜

### 過去
- 飯島直子 - 1995年1月〜2000年12月
- 長谷川京子 - 2001年1月〜2005年3月
- 片瀬那奈 - 2005年4月〜2007年8月
- 有村実樹 - 2007年9月〜2009年8月
- 戸田恵梨香 - 2009年9月〜2011年1月
- 南明奈 - 2011年2月〜2013年1月
- 板野友美 - 2013年2月〜2014年1月
- 大政絢 - 2014年2月〜2016年1月
- 新川優愛 - 2016年2月〜2021年2月